# Tích phân khối
Trong toán học, tích phân khối là một phép tính tích phân trên không gian 3 chiều, và tích phân 3 lần của hàm hằng 1, cho ra thể tích của một vùng D, được tính theo 
{\displaystyle \operatorname {Vol} (D)=\iiint \limits _{D}dx\,dy\,dz.}
Nó cũng có thể là trung bình của tích phân ba biến trong vùng D trong không gian R3 của hàm số {\displaystyle f(x,y,z),} và được viết như sau:
{\displaystyle \iiint \limits _{D}f(x,y,z)\,dx\,dy\,dz.}
Tích phân khối trong hệ tọa độ trụ là
{\displaystyle \iiint \limits _{D}f(r,\theta ,z)\,r\,dr\,d\theta \,dz,}
và tích phân khối trong hệ tọa độ cầu (dùng phương pháp chuyển đổi gốc tiêu chuẩn) được viết như sau
{\displaystyle \iiint \limits _{D}f(r,\theta ,\phi )\,r^{2}\sin \theta \,dr\,d\theta \,d\phi .}

## Ví dụ
Tính tích phân của hàm {\displaystyle f(x,y,z)=1} trong một hộp chữ nhật đơn vị sẽ cho kết quả:
{\displaystyle \iiint \limits _{0}^{1}1\,dx\,dy\,dz=\iint \limits _{0}^{1}(1-0)\,dy\,dz=\int \limits _{0}^{1}(1-0)dz=1-0=1}
Do đó, thể tích của một hộp chữ nhật đơn vị là 1. Đây là một ví dụ đơn giản tuy nhiên nó là công cụ quan trọng trong nhiều lĩnh vực khác. Ví dụ, nếu chúng ta có một hàm vô hướng {\displaystyle {\begin{aligned}f\colon \mathbb {R} ^{3}&\to \mathbb {R} \end{aligned}}} biểu diễn mật độ của một hình hộp lập phương tại một điểm cho trước {\displaystyle (x,y,z)} theo {\displaystyle f=x+y+z} thì phép tính tích phân khối sẽ cho ra tổng khối lượng của hình hộp này:
{\displaystyle \iiint \limits _{0}^{1}\left(x+y+z\right)\,dx\,dy\,dz=\iint \limits _{0}^{1}\left({\frac {1}{2}}+y+z\right)\,dy\,dz=\int \limits _{0}^{1}\left(1+z\right)\,dz={\frac {3}{2}}}